# Eigengrau
Ne doit pas être confondu avec Eisengrau, un label musical allemand
L’eigengrau (en allemand : « gris intrinsèque »), aussi appelé eigenlicht (« lumière intrinsèque »), est la couleur vue par l'œil humain dans l'obscurité totale. Même en l'absence de lumière, un potentiel d'action est transmis le long du nerf optique, ce qui donne la sensation d'un gris foncé uniforme.
L’eigengrau est perçu comme plus lumineux qu'un objet noir dans des conditions d'éclairage normales, car le contraste entre les luminosités de deux couleurs est plus déterminant pour la vision que la luminosité absolue d'une teinte. Par exemple, la nuit, la couleur perçue d’un ciel sans nuages est un noir plus foncé que l'eigengrau, parce que le contraste fourni par les étoiles augmente la perception du noir.
L’eigengrau peut être contrôlé de manière consciente pour représenter des formes[pas clair], comme des cercles ou des croix,.

## Cause
L'intensité lumineuse perçue non nulle est due au bruit dans la rétine, qui ne peut être distingué de la perception de photons,. Des expériences chez le crapaud buffle montrent que, chez cet animal, la fréquence de ces événements[Quoi ?] dépend fortement de la température, ce qui laisse penser qu’ils sont causés par l'isomérisation de la rhodopsine. Chez l'humain, ces événements ont lieu en moyenne une fois toutes les 100 secondes dans les bâtonnets. En considérant la quantité de molécules de rhodopsine dans un bâtonnet, la demi-vie d'une molécule de rhodopsine est donc de 420 ans.